# Le Lit à roulettes

Le Lit à roulettes est un film français réalisé par Alice Guy en 1907.

## Synopsis
Un pauvre bougre est expulsé de son logement pour défaut de paiement du terme. Un huissier accompagné de représentants de l’ordre effectue la triste besogne. Comme il se doit, le lit ne peut être saisi.
Heureusement, le meuble est muni de roulettes ce qui facilite son déménagement ; ainsi notre homme se retrouve à tirer et à pousser dans la rue son seul bien. Mais il est bientôt fatigué et s’octroie un repos qu’il pense bien mérité. Il ne tarde guère cependant à être entouré par une bande de joyeux badauds amusés par la scène : un lit dans une rue, qui plus est occupé !
La rue étant en pente, voilà le lit qui démarre, prend de la vitesse au grand dam de notre héros. Le lit dévale ensuite un escalier, se trouve attelé au convoi ferré d’un chantier de voirie, descend une autre rue en pente en renversant au passage six gendarmes et enfin met un terme au vol de meubles chez un marchand en mettant en déroute les malfaiteurs.

## Analyse
Une fois de plus, Alice Guy n’hésite pas à tourner en extérieurs ce qui permet ici d’avoir un aperçu des rues en pente du XIXe arrondissement de Paris.
Pour l’occasion, on a fait appel aux passants comme figurants bénévoles. Une preuve que le film est tourné sur le vif : à un moment, un homme passe dans le champ de la caméra et jette un œil pour regarder l’étrange machine en activité.
La fin du film paraît manquer étant donné la fin abrupte de la version disponible.

## Fiche technique
- Titre : Le Lit à roulettes
- Réalisation : Alice Guy
- Société de production : Société L. Gaumont et compagnie
- Pays d'origine :  France
- Genre :  Saynète humoristique
- Durée : 4 minutes
- Date de sortie : 1907
- Licence : domaine public

## Autour du film
Un G à la marguerite orne le lit : il sert de copyright au film.